# Sophora albo-petiolulata
Sophora albo-petiolulata är en ärtväxtart som beskrevs av Emery Clarence Leonard. Sophora albo-petiolulata ingår i släktet soforor, och familjen ärtväxter. Inga underarter finns listade i Catalogue of Life.